# 케니 호레
케니 호레(Kenji Gorré, 1994년 9월 29일, 스페이케니서~ )는 네덜란드의 축구 선수로 현재 포르투갈 프리메이라리가의 보아비스타에서 미드필더로 활동하고 있으며 국가대표팀은 퀴라소 국가대표팀에서 활동하고 있다.